# Marder (vehículo blindado)
El Marder 1A3 es un vehículo de combate de infantería (VCI) diseñado a finales de los años cincuenta y finales de los 60. Su producción comenzó a en 1969 para el Ejército Alemán de la Alemania Federal, y se planeaba que estos nuevos vehículos reemplazaran a los M113 estadounidenses y Schützenpanzer Lang HS.30 alemanes. Se trata de uno de los primeros VCI, llegado unos años después que el BMP-1 soviético.

## Historia

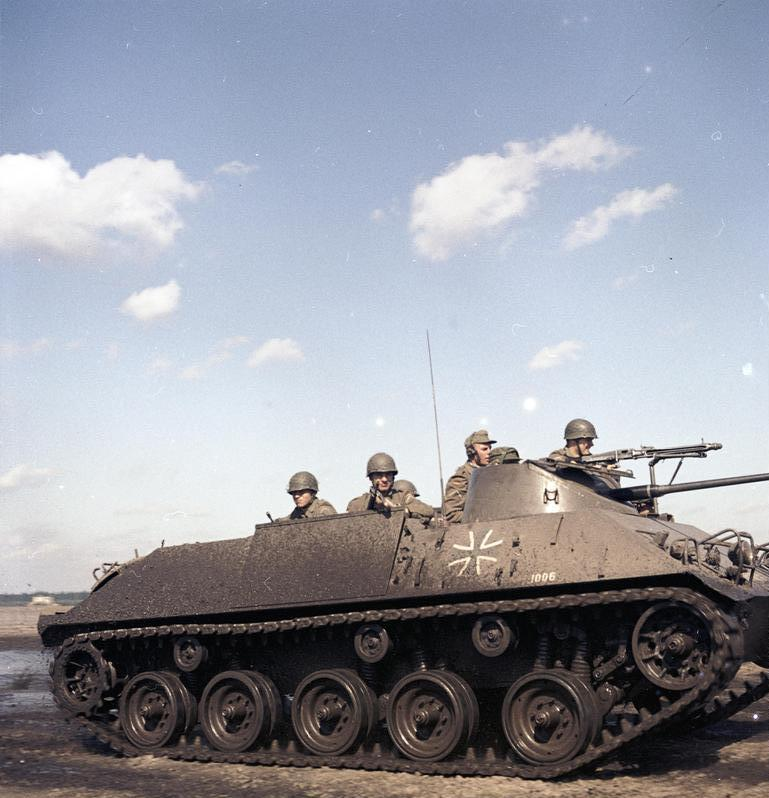
El HS.30 precedió al Marder. Aquí se puede ver su torreta con cañón de 20mm. y la infantería en los portones.

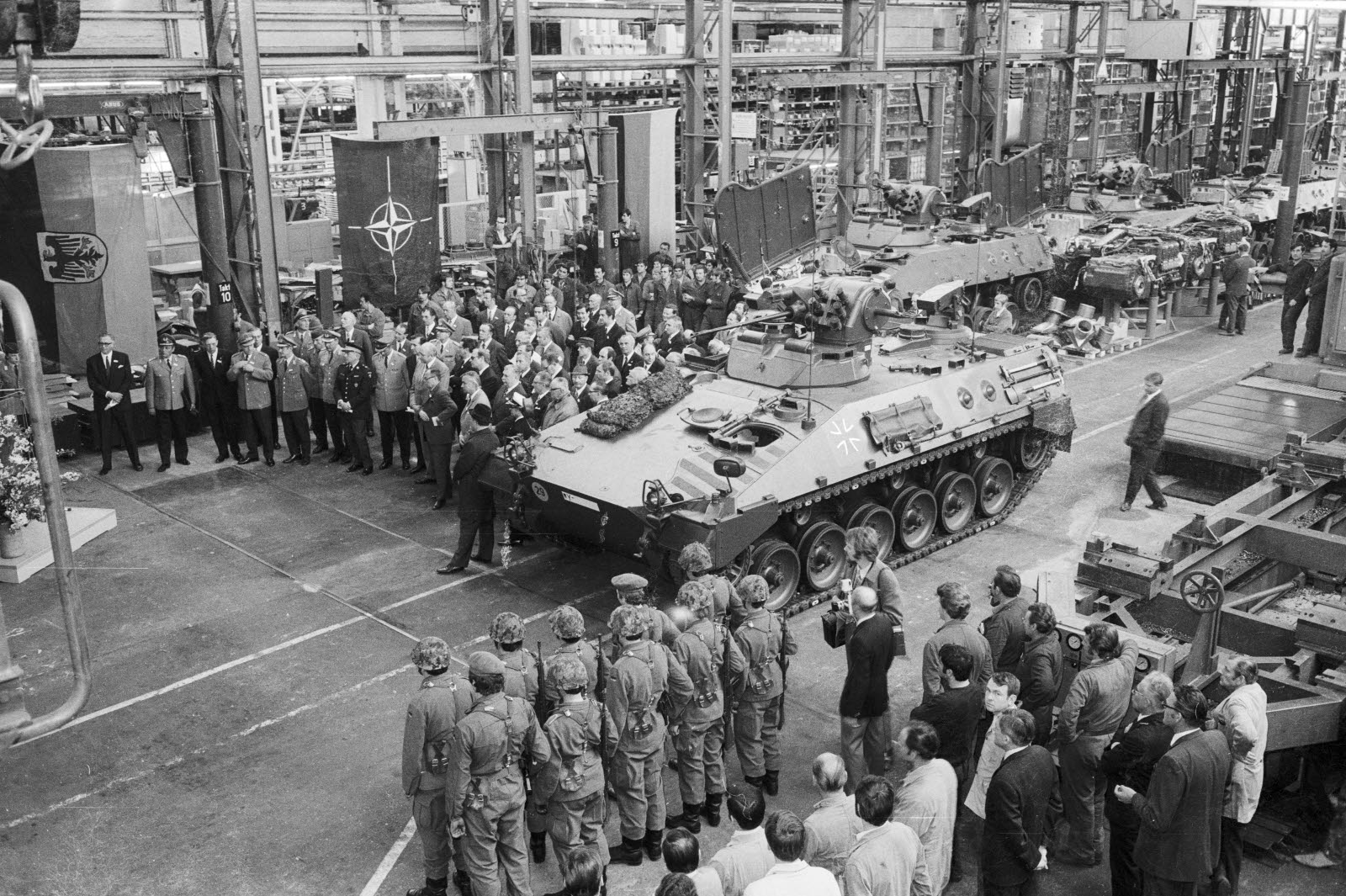
Maschinenbau Kiel AG (MaK) entrega del primer Marder a la Bundeswehr el 7 de mayo de 1971

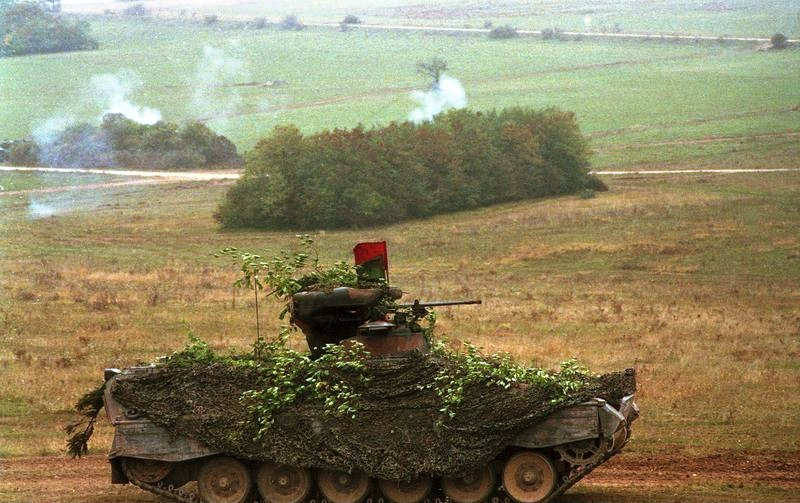
Marder en maniobras en 1986.

### Antecedentes
Los militares alemanes rechazaban la doctrina del ejército de EE. UU. y su idea que los blindados que llevaban a la infantería al campo de batalla no fueran vehículos de asalto. El nacimiento del Bundeswehr supuso el inicio del desarrollo de nuevos vehículos y blindados para satisfacer sus necesidades y requerimientos doctrinarios.
Entre los varios proyectos estaba un vehículo de combate de infantería. La doctrina alemana se basaba en la experiencia en combate de los Panzergrenadier de la Segunda Guerra Mundial. Estos trataron de mecanizar sus formaciones de infantería blindada y preveían combatir desde sus vehículos blindados. Inicialmente equipado con M-39 americanos, el Panzergrenadierlehrbataillon se encargó  de la formar a los primeros miembros de la infantería blindada del Bundeswehr. Al no encontrar nada ajustado a su concepto de formaciones blindadas, el Bundeswehr salió en busca de una empresa que fabricara un vehículo de acuerdo a sus requerimientos. La  Hispano Suiza desarrolló el SPz Lang HS.30. La versión que usaban los Panzergrenadiere tenía una torre armada con un cañón HS.820 de 20mm. y una ametralladora coaxial de 7,62mm. La capacidad era de 8 hombres (conductor, comandante, artillero + 5 soldados).
Alemania rechazó el M113 y desarrolló el HS.30, que debía luchar junto a los tanques y dar protección a la infantería mecanizada. La experiencia de los Panzergrenadiere en la guerra pesaba mucho en la doctrina alemana, que pedía que la infantería mecanizada luchara y maniobrara junto a formaciones de tanques en lugar de simplemente ser transportada al campo de batalla antes de desmontar como entonces dictaba la doctrina americana. Francia compartía este pensamiento y creó el AMX-13M56, en servicio desde 1956 y dotado de aspilleras en el compartimento de la infantería, portezuelas en el techo y una pequeña torreta dotada de armamento. Ambos países se adelantaron en más de una década al Obiekt 765 (BMP-1) soviético.
En la misma época el SPz Kurz fue introducido en servicio en el Bundeswehr para equipar a las compañías pesadas de los batallones de infantería blindada y a los batallones de exploración de caballería blindada. El Kurz se ganó una buena reputación gracias a su fiabilidad mecánica y flexibilidad de empleo. La versión de infantería mecanizada tenía también una torre con un cañón de 20mm. Se construyeron más de 2300 Kurz, muchos verían servicio hasta bien entrada la década de 1980. Las necesidades del ejército alemán también obligaron a comprar el M-113, que en diversas versiones equipó al ejército.

### Desarrollo
Con la entrada en servicio del nuevo tanque Leopard 1 se necesitaba un nuevo vehículo que sustituyera al HS.30. En 1959 se habían planteado los requerimientos básicos del futuro Schützenpanzer: ser veloz, gran capacidad para operar en todo tipo de terreno y poder  seguir a los tanques durante maniobras ofensivas.
En enero de 1960, se adjudicaron contratos para el diseño y la construcción de prototipos de un nuevo vehículo de combate de infantería al grupo Rheinstahl (Rheinstahl-Hanomag, Ruhrstahl, Witten-Annen y Büro Warnecke) y a la asociación entre Henschel Werke de Kassel y MOWAG. Se requería un nuevo vehículo para sustituir al Schützenpanzer Lang HS.30, y debía tener: 
- Capacidad para 12 infantes.
- Un cañón de 20 mm.
- Los infantes debían poder combatir desde el interior o desmontar por una puerta trasera.
- Protección contra armas nucleares, biológicas y químicas.

En total tres prototipos de la serie fueron fabricados por Hanomag, dos por Henschel y dos por MOWAG. Entre 1961 y 1963, se construyó la segunda serie de prototipos: cuatro de Hanomag, uno de Henschel y tres de MOWAG. Luego hubo una pausa ya que el ejército alemán dio prioridad a la entrada en servicio del Jagdpanzer Kanone y el Jagdpanzer Rakete. En 1966, se cerraron los requerimientos y en 1967 se inició la construcción de la tercera y última serie de prototipos. Se construyeron tres por Hanomag, cuatro por Henschel y tres por MOWAG.

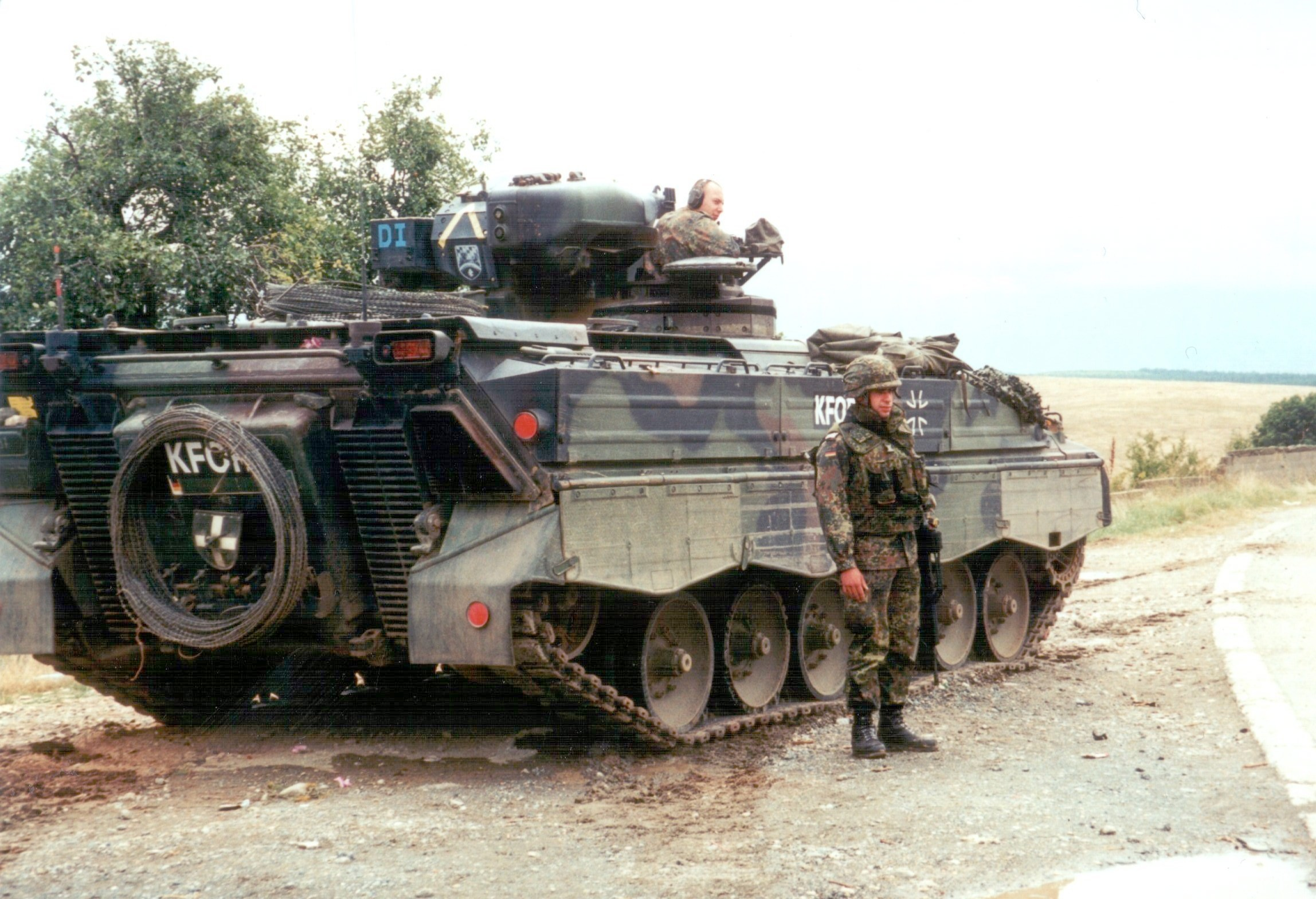
Marder desplegado con tropas alemanas de mantenimiento de la paz en Kosovo, 1999

Tras la compra de Henschel Werke la empresa Rheinstahl completó la mayor parte del desarrollo final. Los vehículos de preproducción se entregaron para pruebas de tropa que se realizaron desde octubre de 1968 hasta marzo de 1969. En abril de 1969 las empresas presentaron sus ofertas para producción en serie. En mayo se bautizó oficialmente el vehículo como Marder 1. En octubre Rheinstahl ganó el concurso como contratista principal, con MaK como subcontratista. Un total de 2.136 Marder 1 fueron construidos, 976 por Atlas MaK y 1.160 por Rheinstahl.
El primer Marder 1 se entregó el 7 de mayo de 1971 y la producción continuó hasta 1975. pronto el misil antitanque Euromissile MILAN ATGW fue adaptado para ser disparado por el comandante del Marder 1 desde su posición de escotilla abierta. El chasis del Marder 1 fue integrado poco después con el sistema de misiles tierra-aire Euromissile Roland 2. La serie Marder 1 debía dar paso al Marder 2, pero este se canceló después de que Krauss-Maffei diseñara y construyera un único prototipo.
Actualmente los esfuerzos están dirigidos a proporcionar protección adicional, especialmente contra minas antitanque. Otras mejoras en consideración incluyen un motor más potente y una nueva torreta armada con una cañón de calibre más grande Rheinmetall de 35 mm/50 mm, originalmente destinada al Marder 2.
En 1971 el Bundeswehr incorporó el Marder , que se volvió cada vez más blindado y pesado a través de sus sucesivas mejoras. El ejército alemán introdujo el Marder para reforzar el poder de combates de los aliados de la OTAN, siendo el primer Vehículo de Combate de Infantería (VCI) de Occidente. En operaciones el Marder sigue a los tanques de combate y los Panzergrenadiere pueden tanto disparar desde el interior como bajar a tierra para luchar. La infantería puede bajar rápidamente a través de la amplia rampa trasera. En caso de necesidad, el comandante puede disparar el cañón MK 20 RH 202, la ametralladora MG3 o lanzar un misil antitanque Milan. Asimismo, el Marder puede combatir de noche. Las prestaciones en batalla quedaron demostradas en operaciones como la de Kosovo o Afganistán. El primer Marder 1A5 llegó a Afganistán en el año 2006.

## Descripción

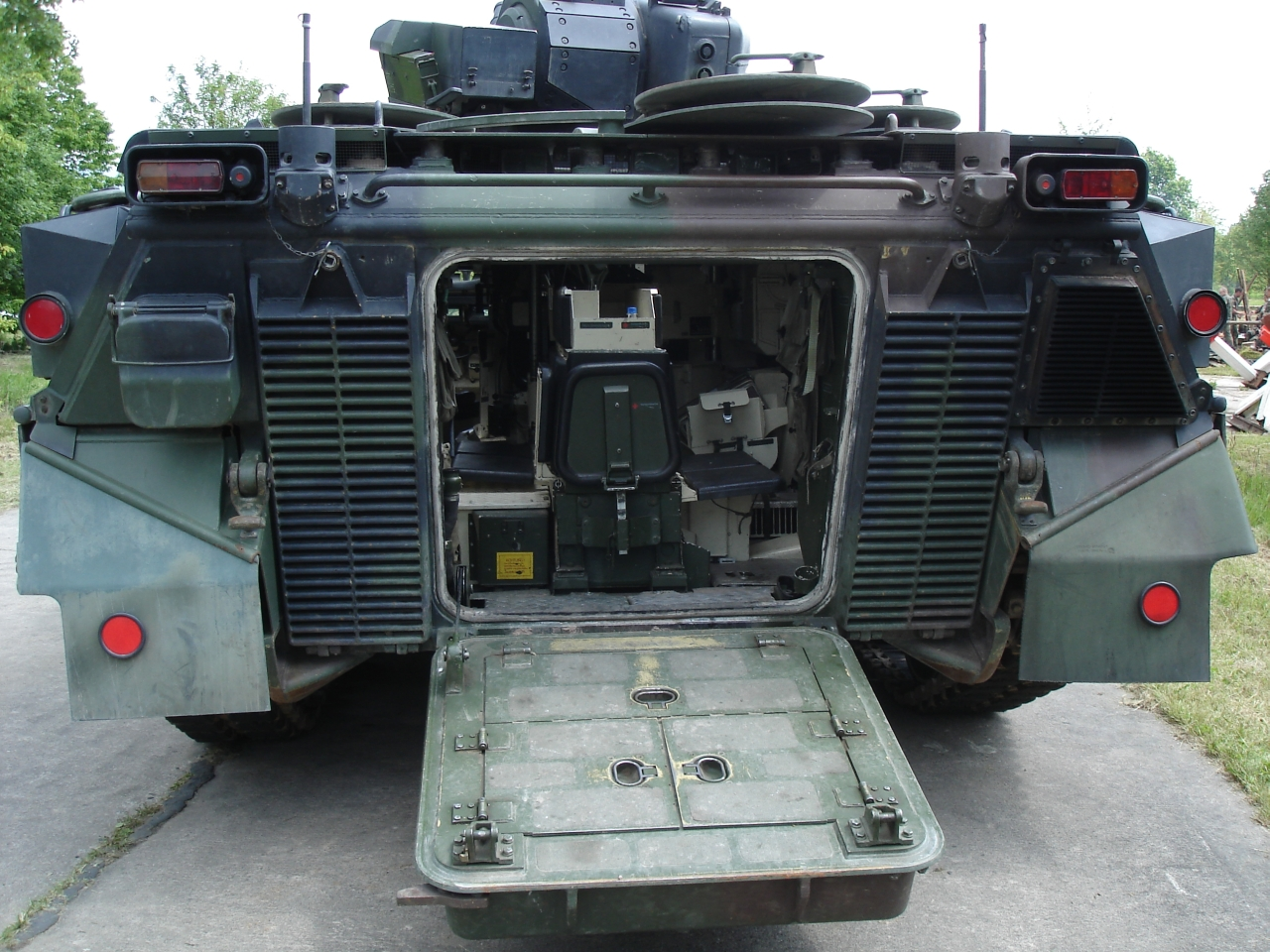
Vista trasera de un Marder A3 con la rampa baja

Basado en un casco de cazacarros, posee una estructura algo extraña y única, fácil de distinguir, por su gran capacidad de operar en conjunto a tanques (movilidad blindaje y poder de fuego). Después de las necesarias pruebas de desarrollo, se autorizó su producción para el Ejército de Alemania Federal como Marder Schützenpanzer Neu M-1966. Los primeros vehículos se entregaron a finales de 1970 y la fabricación cesó cinco años más tarde, habiéndose construido unas 3.000 unidades. Hay que tener en cuenta que el Marder era único en la época, muy poderoso.

## Diseño

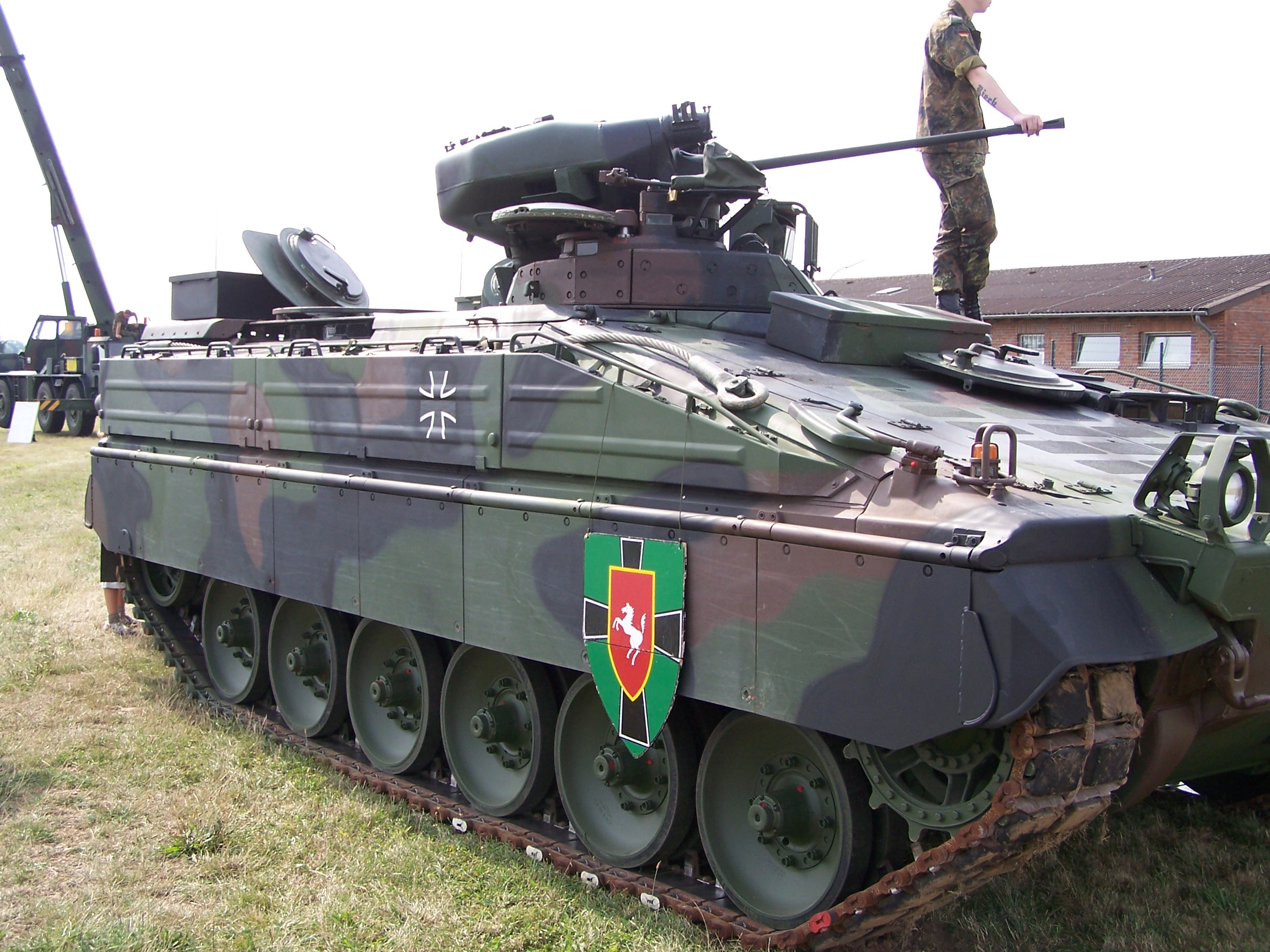
Un Marder 1A5

El casco, como se ha dicho antes, es el de un cazatanques. Este tiene blindaje de acero capaz de repeler fuego de bajo calibre; en las primeras versiones la parte frontal puede ofrecer protección contra proyectiles APDS de 20 mm. Versiones más avanzadas han incorporado más blindaje, en respuesta al cañón automático 2A42 de 30 mm que lleva el BMP-2, pudiendo soportar el impacto de proyectiles de este calibre, pero esto tuvo como consecuencia la reducción de la movilidad del vehículo.
La torreta es muy fácil de distinguir, porque es diferente a todo lo conocido. Es ultracompacta y está echada hacia atrás, oblicua al casco horizontal. Tiene montada una ametralladora de 7,62 mm, coaxial al cañón principal de 20 mm. Además incorpora lanzafumígenos y óptica.
En la parte posterior del casco hay una ametralladora montada en otra pequeña torreta, que puede manejarse por control remoto y sirve de apoyo al vehículo.
Dentro del Marder, el conductor se sienta a la izquierda, en la parte delantera, con un infante a su espalda y el motor a la derecha. La torre tiene espacio para dos personas: el jefe del vehículo y el tirador. Se acciona mecánicamente y está exactamente en el centro del casco.
El compartimiento de la tropa está detrás. En él caben seis soldados, que salen por la parte trasera mediante una rampa desplegable. También pueden disparar desde dentro del vehículo, ya que hay instaladas rótulas de tiro especiales.
El motor del Marder le proporciona unos 600 caballos de fuerza a 2200 revoluciones por minuto, que le permite desplazarse por carretera de 65 a 75 kilómetros por hora, dependiendo del blindaje que lleve correspondiente a la versión. La caja de cambios es una HSWL 194 fabricada por Renk con cuatro velocidades hacia adelante y 2 hacia atrás. El vehículo tiene una capacidad de 652 litros de combustible dándole una autonomía de entre 460 y 520 kilómetros dependiendo de la versión.
La torreta tiene un cañón Rheinmetall MK 20 Rh 202 de 20 mm. Esta tiene capacidad de giro total de 360°, elevación desde -17º hasta 65º, y lleva 1.250 rondas de 20 mm. Además, para mejorar la capacidad antitanque del vehículo, se ha ensayado desde el principio del desarrollo la incorporación de misiles antitanque. Se ha testeado el MILAN de Euromissile, que se le puede instalar sin mayores inconvenientes y que gran parte de las versiones posteriores poseen. En la configuración típica, el vehículo lleva en su interior 6 de estos misiles. Posee también dos ametralladoras MG3, una coaxial al cañón y otra controlada por control remoto, y porta 5.000 proyectiles de 7,62 mm para estas. Además, el Marder está equipado con 6 lanzafumígenos de 76 mm que lanzan granadas de humo que generan una cortina que puede bloquear las miras infrarrojas.

## Variantes

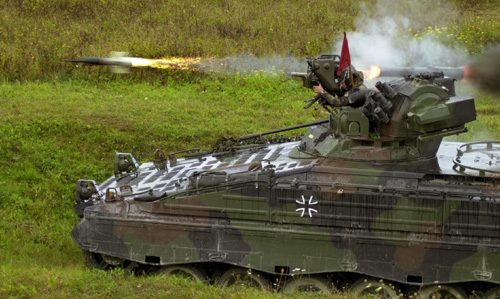
Un Marder 1A3 dispara un misil Milan durante un ejercicio

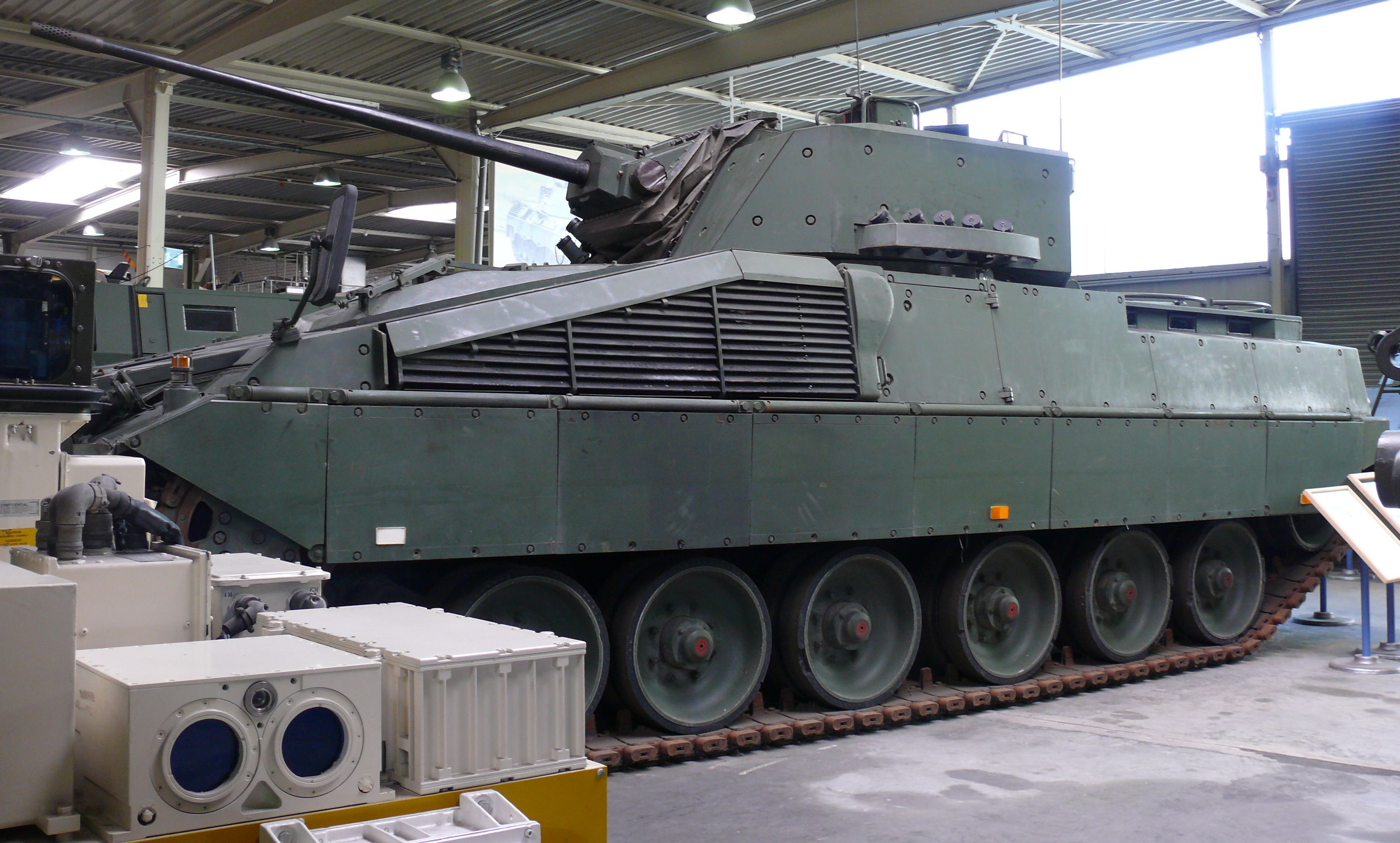
Un prototipo experimental del Marder 2

Las variantes del Marder, salvo los modelos que fueron modernizados a lo largo de los años, no son muchas, ya que no se construyeron demasiados. Hay una versión antiaérea, con misiles Roland, al igual que un extraño vehículo que tiene un radar de exploración aérea montado en una grúa, que puede subirse para aumentar la zona de exploración del radar.
- Marder 1 (1971 -). 
  - Marder 1 con el sistema antitanque MILAN (entre 1977 y 1979 todos los Marder fueron equipados con el misil MILAN).
  - Marder 1A1(+) (1979 - 1982) - Actualización completa de 674 vehículos. Las principales mejoras son: cargador automático para el cañón principal, visión nocturna con intensificador de imágenes y visión térmica y capacidad de transporte reducida a 5 soldados. ** Marder 1 A1(-) (1979 - 1982) - Marder 1 A1(+) pero sin visor térmico. 350 vehículos actualizados a este estándar.
  - Marder 1A1A3 - Marder A1 con radios SEM 80/90.
  - Marder 1A1A - igual al 1 A1 pero sin ningún equipamiento de visión nocturna pasivo. 1.112 vehículos llevados a esta versión.
  - Marder 1A1A4 - Marder A1A con radios SEM 80/90.
  - Marder 1A1A2 - Marder 1 con torreta del A1 y chasis del A2.
  - Marder 1A1A5 - Marder A1A2 con radios SEM 80/90.
  - Marder 1A2 (1984 - 1991) - nueva suspensión, tanques de combustible, nuevos sistemas de visión agregados y eliminados los equipos de búsqueda infrarrojos. Se les agregó visión térmica, salvo los A1(+) que ya poseían. Entre 1984 y 1991 todos los A1 fueron transformados a la versión A2. Todos los Marder 1 alemanes se han actualizado al estándar A2. Los 674 A1(+) se actualizaron a A2(-), sin el equipo de visión térmica.
  - Marder 1A2A1 - Marder 1 A2 con radios SEM 80/90.
  - Marder 1A3 (1988 - 1998). 2.100 A1/A2 modificados a este estándar (Contrato de 10 años, 220 vehículos por año). Blindaje mejorado para resistir el cañón de 30 mm. del BMP-2 y una torreta mejor. El aumento de peso llevó a mejoras en suspensión para conservar la movilidad.[2]
  - Marder 1A5 (2003-2004) - blindaje adicional antiminas y remodelación completa del interior para minimizar las lesiones de la tripulación por explosión de minas. Mejoras aplicadas solamente a 74 Marder A3. Se instalaron nuevos faldones de un blindaje de acero homogéneo y un sistema antiminas mejorado. Estos cambios aumentaron el peso , por lo que se instaló un nuevo sistema de piñones y de frenado y cadenas más anchas. El peso en combate del Marder 1A5 es de 37,5 toneladas, en vez de las 35,5 t del 1A3.

## Usuarios

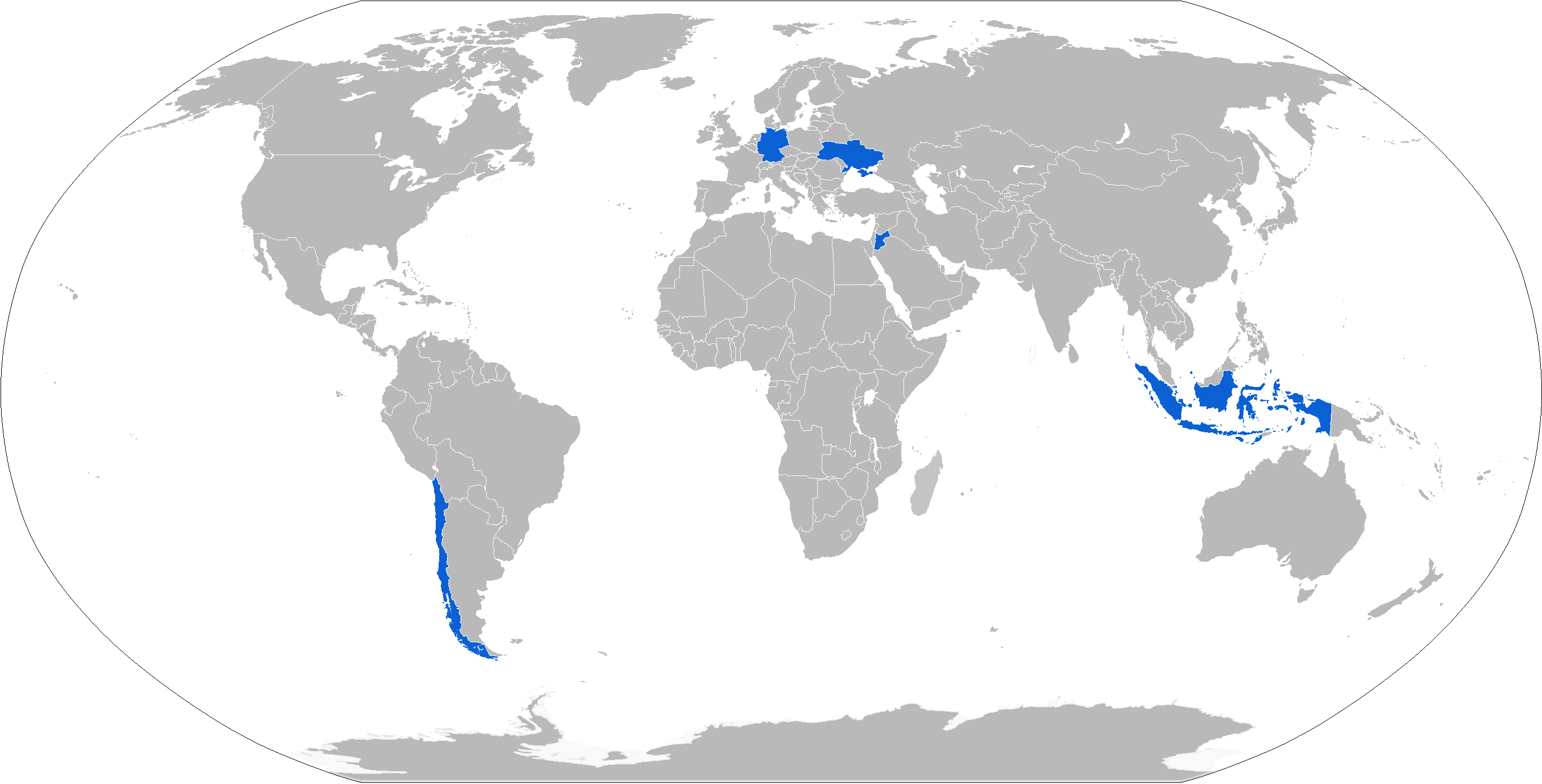
Mapa de operadores IFV de Marder en azul

- Alemania: Bundeswehr - 2100 unidades aproximadamente, en proceso de retiro, más 140 chasis que sirvieron de base para el vehículo antiaéreo Roland.
- Chile: Ejército de Chile - 280 vehículos Marders 1A3, entregados en 2009 del inventario alemán fabricados en 1996 y adquiridos en 2005, en servicio.[3][4]
- Indonesia: 50 vehículos ordenados,[5][6] 2 entregados hasta el momento.[7]
- Jordania: 16 unidades a entregar en 2017.[8]
- Grecia: 40[9][10]
- Ucrania: Se entregaron 100 Marder 1A3 a partir de marzo de 2023.[11]
- Finlandia: Opera más de 100 unidades en sus fuerzas terrestres.

## Servicio

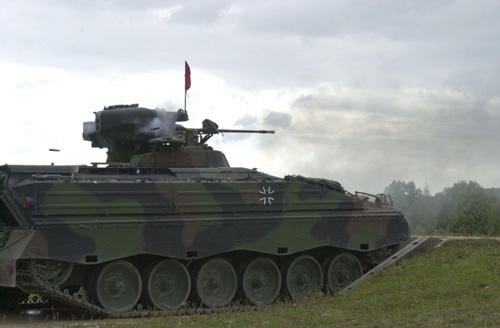
Un Marder 1A3 dispara su cañón de 20 mm en un ejercicio

Ya está siendo retirado del inventario del Ejército Alemán, aunque servirá por algunos años más en ese país, como así también en Grecia, que hace un par de años ha comprado varios cientos de estos vehículos, y en el Ejército de Chile, que desde 2008 ha comprado 270 unidades de estos IFV. Será reemplazado a partir de 2010 por el vehículo de combate de infantería Puma que todavía se encuentra en la etapa de preproducción, siendo uno de los vehículos más blindados de esta clase y que mantiene una alta relación de potencia/peso.
El 29 de marzo de 2023, el ministro de Defensa de Ucrania, Oleksii Reznikov, anunció que había llegado al país varios vehículos Marders donado por Alemania durante la invasión rusa de Ucrania. Fueron utilizados por primera vez por la 82.ª Brigada de Asalto Aéreo en agosto como parte de la contraofensiva ucraniana de 2023; Hasta entonces se habían entregado unos 100 vehículos. El 25 de septiembre, se confirmó la destrucción del primer vehículo Marder en combate en el frente de Zaporiyia.
Para el 31 de marzo de 2025, al menos 40 Marder 1A3 habían resultado dañados o destruidos, además de algunas unidades capturadas. Representado una pérdida del 40% de estos vehículos.
Los Marder 1A3 participaron en la Ofensiva de Kursk de 2024. 

### Desarrollos relacionados
- Puma
- / TH-301

### Similares
- TAM VCTP